# Chu Phù (Đông Hán)
Chu Phù (chữ Hán: 朱浮, ? – ?), tự Thúc Nguyên, người huyện Tiêu, nước Bái , đại thần, tam công đầu đời Đông Hán.

## Khởi nghiệp
Ban đầu Phù theo Lưu Tú, được làm Đại tư mã chủ bộ, rồi thăng làm Thiên tướng quân, tham gia phá Vương Lang ở Hàm Đan. Lưu Tú sai Ngô Hán giết bọn U Châu mục Miêu Tăng, rồi bái Phù làm Đại tướng quân, U Châu mục, giữ Kế Thành; sau đó Phù phụ trách bình định phương bắc. Năm Kiến Vũ thứ 2 (26), Phù được phong Vũ Dương hầu, thực ấp 3 huyện.

## Thất thủ U Châu
Phù từ nhỏ có tài năng, đến nay giữ U Châu, rất muốn khích lệ phong tục, thu phục lòng người, bèn vời gọi thuộc cấp của bậc danh túc trong châu là Vương Sầm ở Trác Quận, dùng làm tòng sự, ngay cả các viên Lại của nhà Tân từng được nhận bổng lộc 2000 thạch cũng đều được ông đưa vào mạc phủ; rồi lấy lương thực trong kho của các quận, để chu cấp cho vợ con của những người ấy. Ngư Dương thái thú Bành Sủng cho rằng thiên hạ chưa định, quân đội mới lập, không nên đặt nhiều quan thuộc, gây hao tổn tài lực, nên không chịu đáp ứng. Phù có tính kiêu căng nóng nảy, rất lấy làm bất bình, nhân đó dùng lời lẽ nghiêm khắc để trách mắng Sủng; còn Sủng cũng có tính ương ngạnh, lại hiềm mình có công với Quang Vũ đế mà chưa được phong thưởng vừa ý, khiến ông bắt đầu tích oán. Phù mật tấu Sủng đón vợ không đón mẹ, còn nhận hối lộ, giết hại bạn bè, tập hợp quân đội – lương thực, ý đồ khó lường. Sủng vốn đã oán trách, nghe được việc ấy thì cả giận, bèn dấy binh đánh Phù. Phù gởi thư chất vấn Sủng, khiến ông ta càng giận, đánh Phù càng gấp. Năm sau, Trác Quận thái thú Trương Phong cũng dấy binh làm phản.
Bấy giờ 2 quận nổi loạn, khiến người phương bắc lo sợ, Phù cho rằng Quang Vũ đế ắt thân chinh đánh dẹp, không ngờ triều đỉnh chỉ sai Du kích tướng quân Đặng Long ngầm giúp ông. Phù sợ hãi, cho rằng đế lười nhác chống địch, không thể cứu mình, bèn dâng sớ cầu xin; đế giáng chiếu cho biết hiện tại lương thực không đủ, đành đợi đến sang năm. Kế Thành hết lương, người phải ăn thịt lẫn nhau. Gặp lúc Thượng Cốc thái thú Cảnh Huống sai kỵ binh đến cứu, Phù mới chạy thoát ra ngoài. Phù chạy về phía nam đến Lương Hương, bộ hạ của ông làm phản; Phù sợ không thoát, bèn xuống ngựa, đâm chết vợ; sau đó Phù một mình chạy thoát, còn Kế Thành đầu hàng Bành Sủng.

## Phụng sự triều đình
Thượng thư lệnh Hầu Bá tâu Phù gây rối U Châu, khiến Bành Sủng làm phản, quân đội khó nhọc, tội đáng phải chết. Quang Vũ đế không nỡ, lấy Phù thay Giả Phục làm Chấp kim ngô, dời phong Phụ Thành hầu.
Quang Vũ đế cho rằng các Trưởng lại nhận bổng lộc 2000 thạch phần nhiều không xứng chức , bấy giờ hễ ai mắc lỗi nhỏ, đều bị chê bai mà chịu bãi chức, khiến cho công tác hành chánh rối loạn, trăm họ không yên. Năm Kiến Vũ thứ 6 (30) xảy ra nhật thực, Phù nhân đó dâng sớ phản đối, đế giao xuống cho quần thần nghị luận, mọi người phần nhiều đồng ý với ông. Từ đây việc thay đổi quan viên đứng đầu địa phương giảm bớt.
Theo lối cũ, Châu mục tâu Trưởng lại nhận bổng lộc 2000 thạch không xứng chức, việc trước tiên được giao xuống cho Tam công, Tam công sai Duyện sử khảo chứng, rồi mới truất phế. Bấy giờ Quang Vũ đế tự phái người tra xét, không thông qua Tam công, như thế là thu lấy quyền kiểm soát quan lại về tay mình. Vì thế Phù lại dâng sớ phản đối.
Năm thứ 7 (31), Phù được chuyển làm Thái phó. Phù dâng thư cho rằng để nghề học được chấn hưng, cần mở rộng tuyển chọn thêm Bác sĩ, Quang Vũ đế lấy làm phải. Năm thứ 20 (44), Phù được thay Đậu Dung làm Đại tư không; năm thứ 22 (46), bị kết tội Mại lộng quốc ân  nên chịu miễn quan. Năm thứ 25 (49), được dời phong Tân Tức hầu.

## Cái chết
Quang Vũ đế cho rằng Phù khinh khi và dối lừa đồng liêu, mỗi lần nhớ đến, lại tiếc công lao và tài năng của ông, không nỡ kết tội. Đến khi Hán Minh đế nối ngôi, cố người tố cáo khống lỗi lầm của Phù, khiến hoàng đế cả giận, ban chết cho ông.